# Cordulegaster erronea
Cordulegaster erronea är en trollsländeart som beskrevs av Hagen in Selys 1878. Cordulegaster erronea ingår i släktet Cordulegaster och familjen kungstrollsländor. Inga underarter finns listade i Catalogue of Life.